# Бризе, Стефан
Стефан Бризе (фр. Stéphane Brizé; род. 18 октября 1966, Ренн, Иль и Вилен, Франция) — французский кинорежиссёр, сценарист, продюсер и актер.

## Биография
Стефан Бризе родился 18 октября 1966 года в Рене (департамент Иль и Вилен, Франция). Учился на инженера, после чего некоторое время работал на телевидении, затем увлекся театром, стал брать уроки актерской игры, осуществил несколько театральных постановок.
В 1993-м году снял свой первый короткометражный фильм «Bleu dommage». Полнометражный дебютный фильм режиссёра «Синева городов», который состоялся в 1999 году, попал в программу «Двухнедельника режиссёров» Каннского кинофестиваля. Второй фильм Бризе «Я здесь не для того, чтобы меня любили» (2005) удостоился трех номинаций на премию «Сезар» (лучшая мужская роль, лучшая женская роль и лучшая мужская роль второго плана). В 2006 году поставил фильм «Между взрослыми», продюсером которого выступил Клод Лелюш.
Четвёртый фильм Стефана Бризе «Мадемуазель Шамбо», снятый в 2009 году по книге Эрика Голдера, пользовался огромным успехом у французской публики (картину посмотрели более 600 тысяч зрителей) и был номинирован на 3 премии «Сезар» и на американскую кинопремию «Независимый дух». Фильм 2012 года «За несколько часов весны» с участием Венсана Линдона, Элен Вансен и Эммануэль Сенье был номинирован в 4-х категориях на получение премии «Сезар».
В 2015 году фильм режиссёра «Закон рынка» боролся за «Золотую пальмовую ветвь» 68-го Каннского кинофестиваля и получил Приз экуменического жюри, а исполнитель главной роли Венсан Линдон — Приз за лучшую мужскую роль.

## Фильмография
Прим.: к/м — короткометражный фильм
Режиссёр и сценарист
| Год  | Название                               | Оригинал                         | Описание                               |
| ---- | -------------------------------------- | -------------------------------- | -------------------------------------- |
| 1993 | Bleu dommage                           | к/м, режиссёр, сценарист         |                                        |
| 1999 | Синева городов                         | Le bleu des villes               | режиссёр, сценарист                    |
| 2005 | Я здесь не для того, чтобы меня любили | Je ne suis pas là pour être aimé | режиссёр, сценарист                    |
| 2006 | Между взрослыми                        | Entre adultes                    | режиссёр, сценарист                    |
| 2009 | Мадемуазель Шамбон                     | Mademoiselle Chambon             | режиссёр, сценарист (с Флоренс Виньон) |
| 2012 | За несколько часов до весны            | Quelques heures de printemps     | режиссёр, сценарист (с Флоренс Виньон) |
| 2015 | Закон рынка                            | La loi du marché                 | режиссёр, сценарист (с Оливье Горсом)  |
| 2016 | Жизнь                                  | Une Vie                          | режиссёр, сценарист (с Флоренс Виньон) |
| 2018 | На войне                               | En Guerre                        | режиссёр, сценарист                    |
| 2023 | (Не)бывшие                             | Hors saison                      | режиссёр, сценарист                    |

Актёр
- 1993: Bleu dommage — к/м
- 1995: Для крошки Маргере / Au petit Marguery — интерн
- 1995: Ada sait pas dire non — к/м
- 1999: Наши счастливые жизни / Nos vies heureuses — Марко
- 2008: Новый протокол / Le nouveau protocole — Жильбер Вассер

## Признание

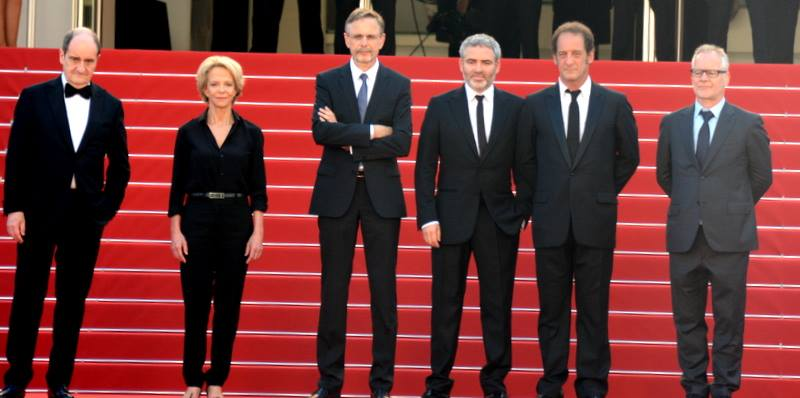
С. Бризе (третий справа) в Каннах, 2015

| Год                                                    | Категория                                      | Фильм                                 | Результат |
| ------------------------------------------------------ | ---------------------------------------------- | ------------------------------------- | --------- |
| Кинофестиваль детективных фильмов в городе Коньяк      |                                                |                                       |           |
| 1994                                                   | Лучший короткометражный фильм                  | Bleu dommage                          |           |
| Кинофестиваль в Довили                                 |                                                |                                       |           |
| 1999                                                   | Приз Мишеля д’Орнано                           | Синева городов                        |           |
| Международный фестиваль франкоязычных фильмов в Намюри |                                                |                                       |           |
| 1999                                                   | Приз молодёжного жюри                          | Синева городов                        |           |
| Кинофестиваль в Сан-Себастьяне                         |                                                |                                       |           |
| 2005                                                   | Главный приз Золотая раковина                  | Я здесь не для того, чтоб меня любили |           |
| 2005                                                   | Приз CAC за лучший фильм                       | Я здесь не для того, чтоб меня любили |           |
| Фестиваль романтических фильмов в Вероне               |                                                |                                       |           |
| 2006                                                   | Специальный приз жюри                          | Я здесь не для того, чтоб меня любили |           |
| Стамбульский кинофестиваль                             |                                                |                                       |           |
| 2010                                                   | Приз ФИПРЕССИ                                  | Мадемуазель Шамбо                     |           |
| Премия «Сезар»                                         |                                                |                                       |           |
| 2010                                                   | Лучший адаптированный сценарий                 | Мадемуазель Шамбо                     | Награда   |
| 2013                                                   | Лучшая режиссёрская работа                     | За несколько часов до весны           | Номинация |
| 2013                                                   | Лучший оригинальный сценарий                   | За несколько часов до весны           | Номинация |
| 2016                                                   | Лучший фильм                                   | Закон рынка                           | Номинация |
| 2016                                                   | Лучшая режиссёрская работа                     | Закон рынка                           | Номинация |
| 68-й Каннский кинофестиваль                            |                                                |                                       |           |
| 2015                                                   | Золотая пальмовая ветвь                        | Закон рынка                           | Номинация |
| 2015                                                   | Приз экуменического жюри — Специальная награда | Закон рынка                           | Награда   |